# Jaume Batlle i Mir
Jaume Batlle i Mir (Barcelona, 1801 - Sarrià, 1865) fou un pintor i gravador català. Va treballar com a professor de dibuix a l'Escola de Belles Arts de Barcelona. Es va especialitzar en obres de pintura històrica. Pintà l'oli de considerables dimensions Escena del Diluvi (1847, Reial Acadèmia Catalana de Belles Arts de Sant Jordi). Com a gravador professional, va ser un dels primers proveïdors de gravats en fusta per a l'impressor Antoni Bergnes de las Casas. Fou acadèmic de la Reial Acadèmia de Belles Arts de Sant Jordi.